# Galeosoma vandami
Galeosoma vandami är en spindelart som beskrevs av Hewitt 1915. Galeosoma vandami ingår i släktet Galeosoma och familjen Idiopidae. Utöver nominatformen finns också underarten G. v. circumjunctum.